# Колоницы (Львовская область)
Колоницы (укр. Колониці) — село в Яворовской городской общине Яворовского района Львовской области Украины.
Население по переписи 2001 года составляло 263 человека. Занимает площадь 0,631 км². Почтовый индекс — 81016. Телефонный код — 3259.